# Vizierpeiltoestel

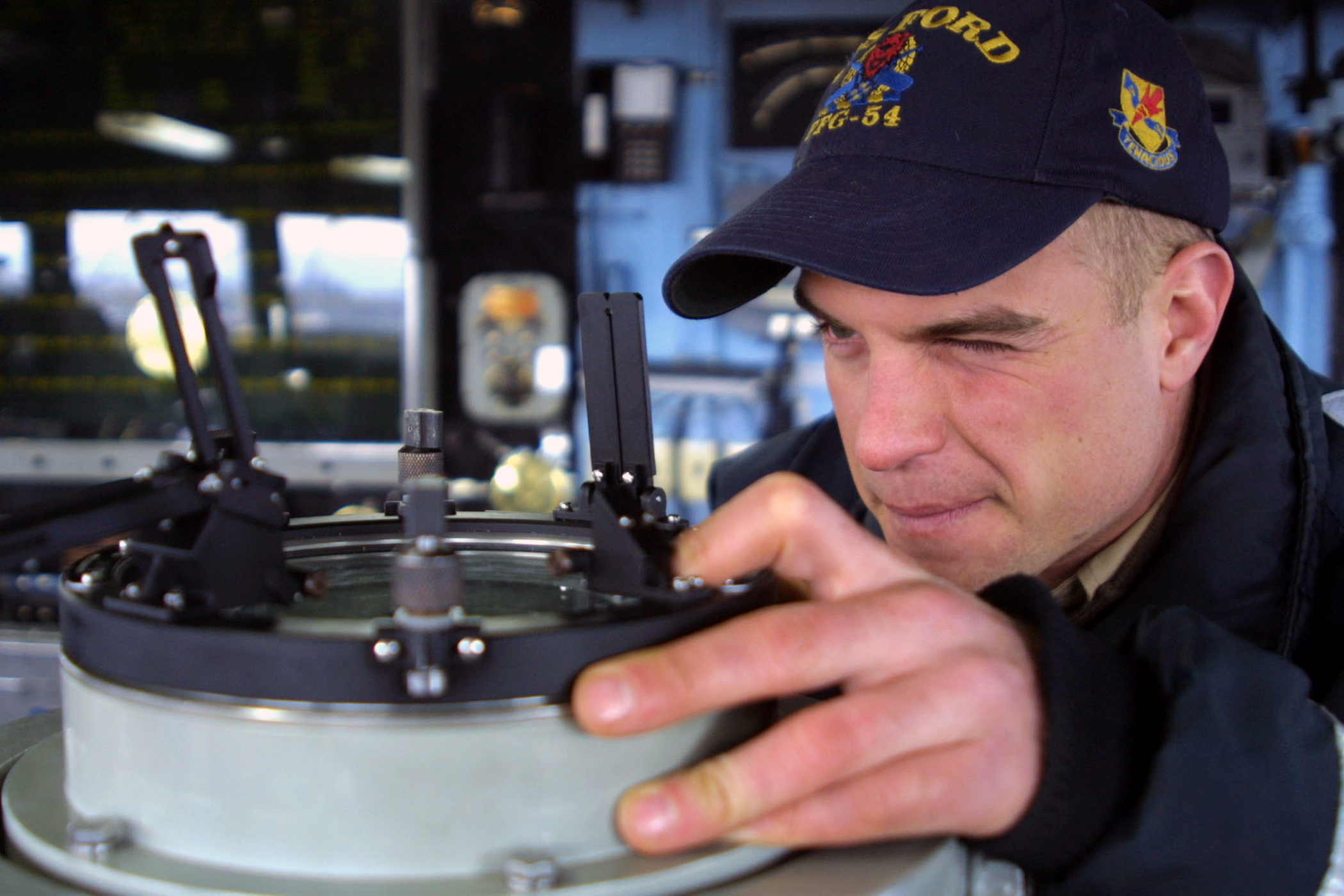
Een vizierpeiltoestel aan boord van de USS Ford.

Een vizierpeiltoestel is een peiltoestel dat gebruikmaakt van een keep- en draadvizier. Het cirkelvormige onderstel wordt met een pen op de dop van het dekglas van een peilkompas of een dochteraanwijzer van het gyrokompas geplaatst. Daarmee kunnen schepen of kenbare punten gepeild worden door het vizier te draaien tot het object en de keep en draad in elkaars verlengde liggen.
De peiling met een magnetisch kompas wordt kompaspeiling KP genoemd, terwijl een peiling met behulp van een gyrokompas een gyropeiling GP oplevert. De eerste moet worden gecorrigeerd met de miswijzing om tot de ware peiling WP te komen, de tweede met de totale correctie tc.
Met het later ontwikkelde Thomson-peiltoestel kunnen ook hemellichamen gepeild worden.